# All American Speedway
Der All American Speedway ist eine Motorsport-Rennstrecke in Roseville im US-Bundesstaat Kalifornien.

## Geschichte
Die Strecke wurde 1954 als Viertelmeilen-Ovalkurs und Rodeo-Stadion eröffnet und unter dem Namen Roseville Speedway betrieben. Alternativ wurde auch der Name Placer County Speedway für diese Strecke verwendet. Sie wurde um 1970–71 asphaltiert, und der Name All American Speedway wurde erstmals zu dieser Zeit verwendet. Bekannt wurde diese als dort von 1977 bis 1982 Rennen der ARCA Menards Series West ausgetragen wurden.
2008 wurde der Kurs renoviert und von einer Viertelmeile Länge auf seine heutige Länge einer Drittelmeile (536 m) ausgebaut. Im Zuge dessen wurde die Breite der Gegengerade von zuvor 11 auf heute 21 Meter erweitert. Danach konnten sowohl die ARCA Menards Series West als auch die NASCAR AutoZone Elite Division wieder Rennen dort ausrichten.
Aktuell ist der Speedway im Kalender der NASCAR Advance Auto Parts Weekly Series.

## Streckenbeschreibung
Das Drittelmeilen Short Track Oval hat seine Boxengasse an der Außenseite der Gegengerade platziert. Die Einfahrt liegt an der Außenseite von Turn 2 und die Ausfahrt ist an der Einfahrt zu Turn 3 gelegen. Die ersten beiden Kurven weisen 8° Überhöhung auf, die beiden letzten 14°.

## Veranstaltungen
Aktuell ist der Speedway Bestandteil des Kalenders der ARCA Menards Series West, die mit dem über 150 Runden ausgetragenen NAPA Auto Parts 150 inklusive ihrer Vorgängerserie K&N Pro Series West schon seit 2008 durchgehend auf dem Speedway startet und bereits 1977 dort debütierte. Daneben trägt die Strecke an bis zu 7 Wochenenden im Jahr eigene lokale Meisterschaften aus.

## Weblinks

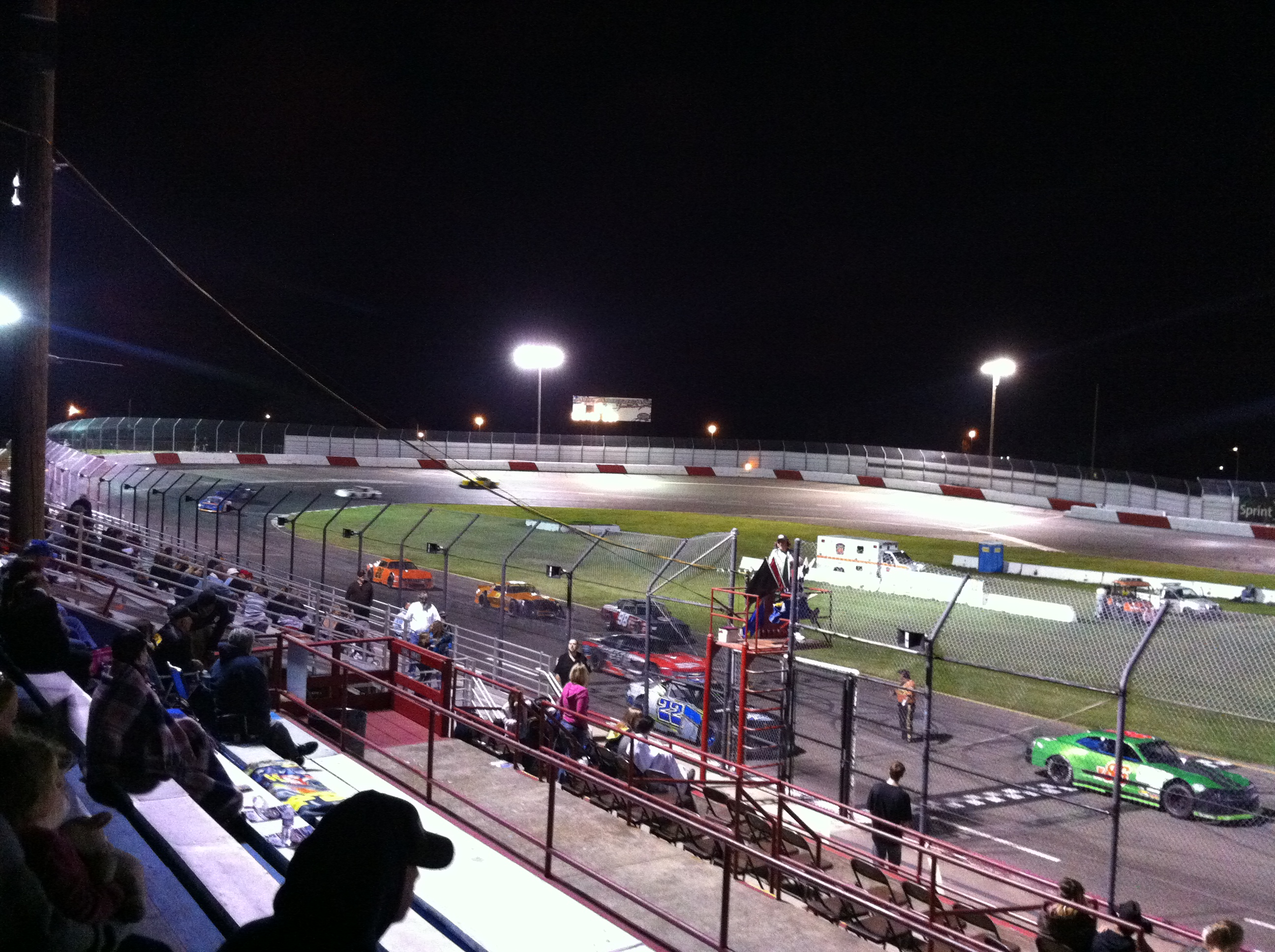
Nachtrennen auf dem All American Speedway 2014